# Alyssum syriacum
Alyssum syriacum är en korsblommig växtart som beskrevs av Erasmus Iuliu Nyárády. Alyssum syriacum ingår i släktet stenörter, och familjen korsblommiga växter. Inga underarter finns listade i Catalogue of Life.